# Тугурський півострів
53°49′40″ пн. ш. 137°24′21″ сх. д. / 53.82777778° пн. ш. 137.4058333° сх. д.
Тугурський півострів (рос. Тугурский полуостров) — півострів, що виступає в південну частину Охотського моря між Тугурською затокою на заході та затоками Академії та Ульбанською на сході; територія Тугуро-Чуміканського району Хабаровського краю Російської Федерації.
Висота до 929 м, довжина близько 100 км. Складається з двох гірських масивів шириною 20—40 км, з'єднаних перешийком шириною 1 км. Вкритий гірською тайгою з даурської модрини.